# Giuseppe Romanelli
Giuseppe Romanelli (Venezia, 2 marzo 1916 – Venezia, 2 luglio 1982) è stato uno scultore italiano.

## Biografia
Dopo gli studi all'Istituto d'Arte di Venezia e poi all'Accademia delle Belle Arti di Venezia, incontra Arturo Martini e Marino Marini, che vedono i suoi primi passi.
Romanelli inizia l'insegnamento all'Accademia di Belle Arti e alla Facoltà di Architettura di Venezia, e continua l'attività artistica, vicino alla corrente dello spazialismo. Partecipa alle Biennali di Venezia e le Quadriennali di Roma. Nel '77 una sua personale a Stadthaus Klagenfurt.
Nel 1940 vince un premio a Ca' Pesaro (primo di vari premi, per es. il 24º Concorso Internazionale del Bronzetto 1965 - Padova, o il Premio S. Remo di scultura a Sanremo nel 1952) e inizia a eseguire trofei in bronzo da assegnarsi alla Mostra Internazionale d'Arte Cinematografica di Venezia.
Sue opere alla Galleria d'Arte Internazionale Moderna di Venezia, a San Paolo del Brasile, al Museo Reale Numismatico dell'Aja.

## Opere civili
- Copertura in rame del fonte battesimale della Cappella dell'Ospedale Civile di San Donà di Piave[7]
- immagini in rame battuto nell'altare e tabernacolo della Cappella dell'Ospedale Civile di San Donà di Piave[8]
- Crocifisso scolpito in legno di ciliegio del 1953 collocato nella Cappella del Santissimo della Chiesa di San Rocco (Venezia)[9]